# Rede Ferroviária Federal
A Rede Ferroviária Federal Sociedade Anônima, também conhecida pelo acrônimo RFFSA (leia-se REFESA), foi uma empresa estatal brasileira de transporte ferroviário que cobria boa parte do território brasileiro, criada em 1957 e sediada no Rio de Janeiro.
Durante sua existência passou também a atuar como entidade fiscalizadora e de estudos tarifários, com a extinção do DNEF, bem como atuou no transporte urbano de grandes centros, até a criação da CBTU, em 1984.
Em 1996 iniciou-se o processo de privatização da RFFSA. Em 1998, recebeu a FEPASA, privatizada no mesmo ano. A RFFSA foi oficialmente extinta em 2007. A inventariança da RFFSA ainda é ativa, sendo que o processo não possui prazo para encerramento.

## História
A RFFSA foi criada em 1957, durante o governo de Juscelino Kubitschek, a partir da incorporação das estradas de ferro de propriedade da União, com o objetivo de administrar, explorar, conservar, reequipar, ampliar, melhorar e manter em tráfego as estradas de ferro brasileiras. Foi instituída com o objetivo de ser uma empresa de capital aberto, com o governo federal como detentor de 51% de suas ações.

### Formadoras
A Rede Ferroviária Federal foi formada pela união do acervo patrimonial das seguintes empresas:
- Estrada de Ferro Madeira-Mamoré
- Estrada de Ferro de Bragança
- Ferrovia São Luís-Teresina
- Estrada de Ferro Central do Piauí
- Rede de Viação Cearense
- Estrada de Ferro Mossoró-Sousa
- Estrada de Ferro Sampaio Correia
- Rede Ferroviária do Nordeste
- Viação Férrea Federal do Leste Brasileiro
- Estrada de Ferro Bahia-Minas
- Estrada de Ferro Leopoldina
- Estrada de Ferro Central do Brasil[6]
- Rede Mineira de Viação
- Estrada de Ferro Goiás
- Estrada de Ferro Santos-Jundiaí
- Estrada de Ferro Noroeste do Brasil
- Rede de Viação Paraná-Santa Catarina
- Estrada de Ferro Dona Teresa Cristina

A Estrada de Ferro de Ilhéus só foi incorporada à RFFSA em 1959 após 2 anos de brigas judiciais entre seus proprietários ingleses e o governo brasileiro. Por motivo desconhecido a Estrada de Ferro de Nazaré só foi incorporada à RFFSA em 1968, sendo erradicada logo em seguida. A Estrada de Ferro Santa Catarina e a Viação Férrea do Rio Grande do Sul encontravam-se arrendadas aos governos dos respectivos Estados, na época, sendo posteriormente absorvidas pela Rede. A Estrada de Ferro Tocantins permaneceu sob regime especial de administração até 1974, quando foi erradicada. Somente as ferrovias estatizadas pelo governo de São Paulo ficaram de fora da RFFSA, sendo todas incorporadas à Companhia Paulista de Estradas de Ferro em 1971, adotando o nome de FEPASA, sendo incorporada à RFFSA em 1998.

### Ampliação das competências
Ainda que concorrendo com o avanço do modal rodoviário, sob o comando da RFFSA, o modal ferroviário nacional funcionou relativamente bem até o começo dos anos 70. Nos anos seguintes, conforme proposto no II Plano Nacional de Desenvolvimento, esse modal deveria acelerar sua expansão, ampliando sua participação na matriz de transportes do país. Isto, contudo, não ocorreu.
Suas competências foram ampliadas em 1974, durante o Governo Ernesto Geisel, com a extinção do Departamento Nacional de Estradas de Ferro (DNEF), quando passou a exercer também funções de fiscalização e de estudos tarifários.
Com a crise fiscal enfrentada pelo Estado brasileiro nos anos 80, praticamente o Setor Produtivo Estatal estancou em termos de desenvolvimento, iniciando-se um intenso processo de contenção de despesas que se revelou particularmente drástico no âmbito do modal ferroviário. Já durante a gestão Figueiredo, os investimentos do governo se concentraram na manutenção da malha existente. Neste período 296 km de vias antieconômicas foram eliminadas, restando uma extensão de 22.848 km (sendo 20.968 km em bitola métrica e apenas 1.867 km em bitola larga). Neste momento a situação da RFFSA era delicada, com lucros insuficientes e considerável aumento no seu endividamento.

Ao longo dos anos 80, o modal ferroviário pouco conseguia garantir a manutenção do sistema. Com o desgaste natural das vias permanentes e dos trens, bem como pela perda salarial de seus funcionários, ele, foi perdendo qualidade e confiabilidade, e, naturalmente, perdendo também cargas significativas. Assim, no começo dos anos 90, o modal ferroviário acabou se restringindo aos clientes cativos, produtores de bens de baixo valor agregado – basicamente minérios, derivados de petróleo, cimento e grãos.

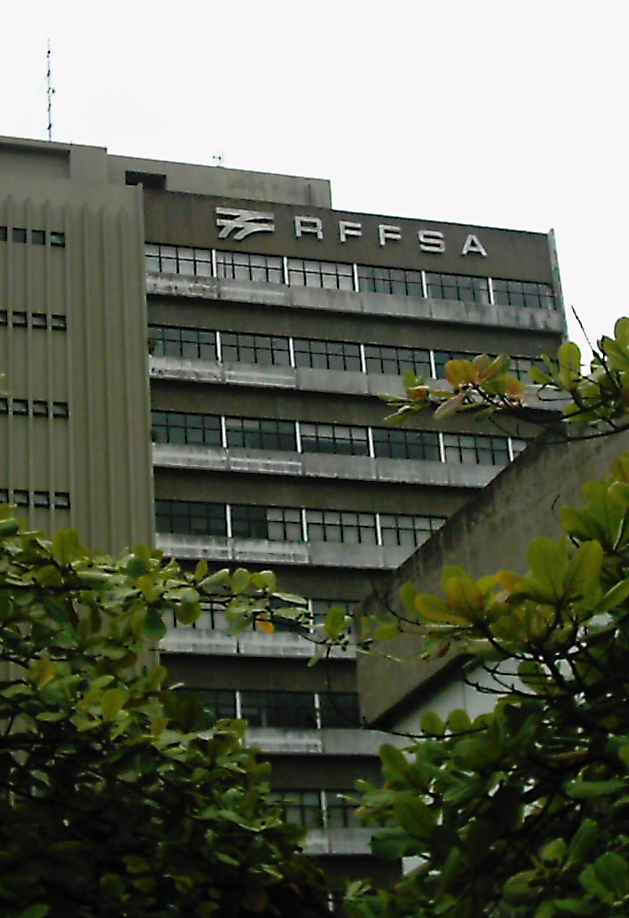
Antiga sede da SR-3 da RFFSA na cidade de Juiz de Fora. Atualmente abriga a prefeitura municipal.

### Passageiros e outras atividades
Os sistemas de transporte de passageiros em grandes cidades foram transferidos, em 1984, para a então recém criada Companhia Brasileira de Trens Urbanos, que ficou responsável pelos trens suburbanos das cidades de São Paulo, Rio de Janeiro, Belo Horizonte, Salvador, Maceió, Recife, João Pessoa, Natal e Fortaleza. Com isso, a RFFSA passou a operar apenas em pequena escala, o transporte de passageiros de média e de longa distância. Em 1994, a receita líquida com esses serviços foi de cerca de 0,5% do faturamento total da empresa. Historicamente, o transporte ferroviário de passageiros é um serviço deficitário, de pouca atratividade para a iniciativa privada, porém estratégico e fundamental à população por sua significativa razão social.
A RFFSA e sua controlada Rede Federal de Armazéns Gerais Ferroviários foram incluídas no Programa Nacional de desestatização através do Decreto nº 473 de 10 de março de 1992 que organiza o modelo de privatização, construído pelo Conselho Nacional de Desestatização. Após estudos promovidos pelo BNDES, agente executor do programa, decidiu-se pela divisão da RFFSA em seis malhas regionais (Nordeste, Sudeste, Sul, Oeste, Centro-Leste e Teresa Cristina), executando a transferência para o setor privado mediante leilão de concessão dos serviços de transporte ferroviário de carga.

### Privatização
A privatização foi uma das alternativas para ''retomar os investimentos no setor ferroviário''. O governo de Fernando Henrique Cardoso concedeu linhas públicas para que a iniciativa privada pudesse explorar o transporte de cargas. No entanto, as concessionárias não se interessaram pelo transporte de passageiros, que foi quase totalmente extinto no Brasil.
Em 1994, a empresa possuía uma dívida de R$ 3 bilhões, boa parte vencida ou de curto prazo, e não vislumbrava possibilidade de equacionamento da mesma, ainda com um passivo trabalhista de R$ 1 bilhão.  As malhas regionais foram concedidas a iniciativa privada, através de leilões, entre 1996 e 1998, com as seguintes concessionárias assumindo sua gestão:
| Malhas Regionais | Data do Leilão         | Valor                                | Concessionária                    | Início da Operação      | Extensão (Km) |
| ---------------- | ---------------------- | ------------------------------------ | --------------------------------- | ----------------------- | ------------- |
| Oeste            | 05 de março de 1996    | R$ 62,4 milhões (ágio de 3,96%)      | Ferrovia Novoeste S.A.            | 01 de julho de 1996     | 1 621         |
| Centro-Leste     | 14 de junho de 1996    | R$ 316,9 milhões (pelo lance mínimo) | Ferrovia Centro-Atlântica S.A.    | 01 de setembro de 1996  | 7 080         |
| Sudeste          | 20 de setembro de 1996 | R$ 888,9 milhões (pelo lance mínimo) | MRS Logística S.A.                | 01 de dezembro de 1996  | 1 674         |
| Tereza Cristina  | 26 de novembro de 1996 | R$ 18,5 milhões (ágio de 11,3%)      | Ferrovia Tereza Cristina S.A.     | 01 de fevereiro de 1997 | 164           |
| Sul              | 13 de dezembro de 1996 | R$ 216,6 milhões (ágio de 37,8%)     | Ferrovia Sul Atlântico S/A        | 01 de março de 1997     | 6 586         |
| Nordeste         | 18 de julho de 1997    | R$ 15,7 milhões (ágio de 36,5%)      | Companhia Ferroviária do Nordeste | 01 de janeiro de 1998   | 4 238         |
| Paulista         | 10 de novembro de 1998 | R$ 245 milhões (ágio de 5%)          | Ferrovias Bandeirantes S.A.       | 01 de janeiro de 1999   | 4 236         |
| Total            | Total                  | Total                                | Total                             | Total                   | 25 599        |

| Concessionária                    | Integrantes do consórcio |
| --------------------------------- | --- |
| Ferrovia Novoeste S.A.            | Noel Group (20%), Brazil Rail Partners (20%), Western Rail Investors (20%), Bank America Intern. (18%), Chemical Latin America (20%) e DK Partners (2%)                                                                               |
| Ferrovia Centro-Atlântica S.A.    | Vale, MPE, CSN, Interférrea, Railtex, Ralph Partners, Garantia e Judori, cada uma com 12,5% das ações ordinárias. |
| MRS Logística S.A.                | CSN (20%), MBR (20%), Ferteco (16,84%), Usiminas (20%), Funcape, Cosigua (5,32%), Celato (4,25%), Ultrafértil (8,86%), ABS (4,73%) |
| Ferrovia Tereza Cristina S.A.     | Santa Lúcia Agroindústria (33,33%), Banco Interfinance (33,33%), Gemon (33,33%) |
| Ferrovia Sul Atlântico S/A        | Varbra (17,5%), Railtex (15%), Brasil Private Equity (11,25%), Interférrea (17,5%), MPE, Ralph Partners (17,5%), Judori (17,5%), Brazilian Equity (2,96%), Brazilian Equities (0,79%)                                                 |
| Companhia Ferroviária do Nordeste | Vale (20%), CSN (20%), Taquari Participações (40%) e Bradesco (20%) |
| Ferrovias Bandeirantes S.A.       | Ferropasa – Ferronorte Participações S.A. (36,0%), Vale do Rio Doce (17,0%), Shearer Empreendimentos e Participações (14,0%), Fundos de Pensão (Previ/Funcef) (12,0%), Chase Latin American Equity Associates (4,0%) e outros (17,0%) |

A Malha Centro-Leste da Rede Ferroviária Federal foi privatizada ontem na Bolsa de Valores do Rio por R$ 316,9 milhões, para consórcio formado pela Companhia Vale do Rio Doce e outros sete integrantes.
Em 1998, a RFFSA, já em fase de liquidação, incorporou a Ferrovia Paulista S.A. (FEPASA), ao que se seguiu, em dezembro desse ano, a privatização daquela malha. O transporte urbano de passageiros foi assumido pela CPTM.
A empresa foi dissolvida de acordo com o estabelecido no Decreto nº 3 277, de 7 de dezembro de 1999, alterado pelo Decreto nº 4 109, de 30 de janeiro de 2002, pelo Decreto nº 4 839, de 12 de setembro de 2003, e pelo Decreto nº 5 103, de 11 de junho de 2004, reunia 18 ferrovias regionais, e tinha como intuito promover e gerir o desenvolvimento no setor de transportes ferroviários. Seus serviços estenderam-se por 40 anos quando sua desestatização foi concluída, durante o governo FHC, operando em quatro das cinco regiões brasileiras, em 19 unidades da federação.
A RFFSA existiu por 50 anos e 76 dias, sendo oficialmente extinta por força da MP nº 353, de 22 de janeiro de 2007, convertida na Lei Federal n° 11 483, de 31 de maio de 2007, já no governo Lula.
A concessão de 30 anos estabelece metas de aumento do volume transportado, modernização e expansão do sistema. As novas operadoras deverão investir R$ 3,8 bilhões [carece de fontes?] durante o tempo que perdurar o contrato.
O objetivo maior de passá-la para o setor privado [carece de fontes?] foi o de acabar com gargalos na infraestrutura do setor ferroviário no país, devido à dita ''falta de capacidade'' de investimento do Estado na época e a imprensa fez explanações que supostamente havia pressões de interesses escusos do neoliberalismo.[carece de fontes?]
Ao longo das últimas três décadas, no entanto, constatou-se que as concessões foram medidas equivocadas e extremamente lesivas ao país, uma vez que muitas linhas ferroviárias foram desativadas e abandonadas (devido a baixa competitividade das cargas transportadas) ou sucateadas pela iniciativa privada, que pouco investiu em melhorias na infraestrutura do setor. Somado ao fato da população brasileira ter se tornado quase que totalmente dependente do modal rodoviário, submetida a constantes congestionamentos e a riscos diários como acidentes e mortes nas estradas, significando um grave problema na logística do transporte brasileiro.

## Acervo documental

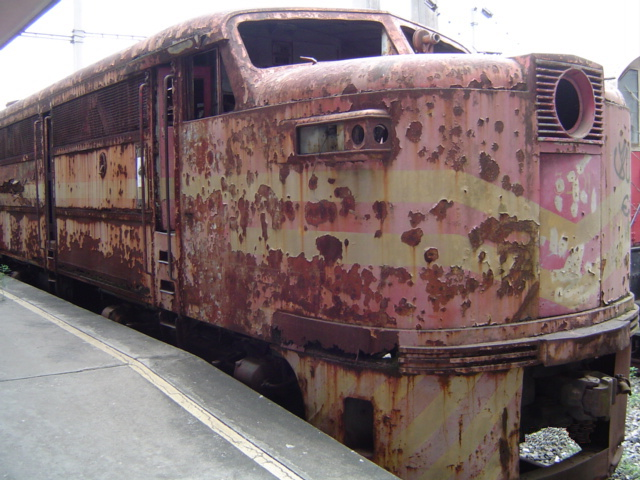
Locomotiva abandonada da RFFSA na Estação Leopoldina no Rio de Janeiro.

### Fundo documental RFFSA no APESP
O Arquivo Público do Estado de São Paulo (APESP) foi escolhido como custodiador, por 100 anos, do acervo da RFFSA, em acordo firmado com o Ministério Público Federal (MPF), em 2012. São cerca de 150 mil documentos dos gêneros audiovisual, iconográfico, sonoro e textual.
É possível dividir esse conjunto bastante expressivo em 3 subgrupos:
1. O produzido e/ou acumulado (guardado) por companhias férreas sediadas no Estado de São Paulo nos séculos XIX e XX - Companhia Paulista de Estradas de Ferro (e sua controlada Estrada de Ferro Araraquara), Companhia Mogiana de Estradas de Ferro (e controlada Estrada de Ferro São Paulo e Minas) e Estrada de Ferro Sorocabana;
2. O produzido e/ou acumulado por companhias federais que operavam no Estado de São Paulo - Estrada de Ferro Santos-Jundiaí etc.;
3. O de “variadas companhias férreas dispersas pelo Brasil, de companhias estrangeiras e de companhias que não puderam ser identificadas - muitas sem qualquer relação com a própria RFFSA”.[25]

Predomina, nesse acervo, o gênero audiovisual, com “ampliações, cópias por contato, fitas magnéticas de áudio e de vídeo, negativos flexíveis e de vidro, impressos, slides e películas".
Há alguns instrumentos de pesquisa disponíveis do Fundo Rede Ferroviária Federal S.A., entre os quais um catálogo temático on-line.
Outros fundos documentais correlatos dentro do Arquivo Público do Estado de São Paulo
Considerando que a RFFSA reuniu muitas companhias férreas, há outros fundos documentais pertencentes ao APESP que tangenciam a produção e/ou acumulação da Rede Ferroviária, em especial dois:
1. Secretaria dos Transportes do Estado de São Paulo: no grupo documental Transporte Ferroviário, há processos administrativos do governo acerca de companhias administradas pela RFFSA;[27]
2. FEPASA – Ferrovia Paulista SA – companhia de sociedade mista controlada pelo governo do Estado de São Paulo que foi incorporada à RFFSA em 1998.[28]

Além disso, a Biblioteca e Hemeroteca do APESP dispõe de relatórios de diversas companhias férreas paulistas e deixou à disposição dos consulentes, no sítio do APESP, os relatórios digitalizados de uma delas – a Companhia Paulista de Estradas de Ferro – de 1885 a 1917.
Por fim, vale lembrar que, dada a relevância das ferrovias como um dos vetores de desenvolvimento do Estado de São Paulo, é possível encontrar referências a elas em diversos outros fundos documentais do APESP, como por exemplo, na Secretaria de Viação e Obras Públicase em governantes como Couto de Magalhães Altino Arantes e Júlio Prestes.

## Competências

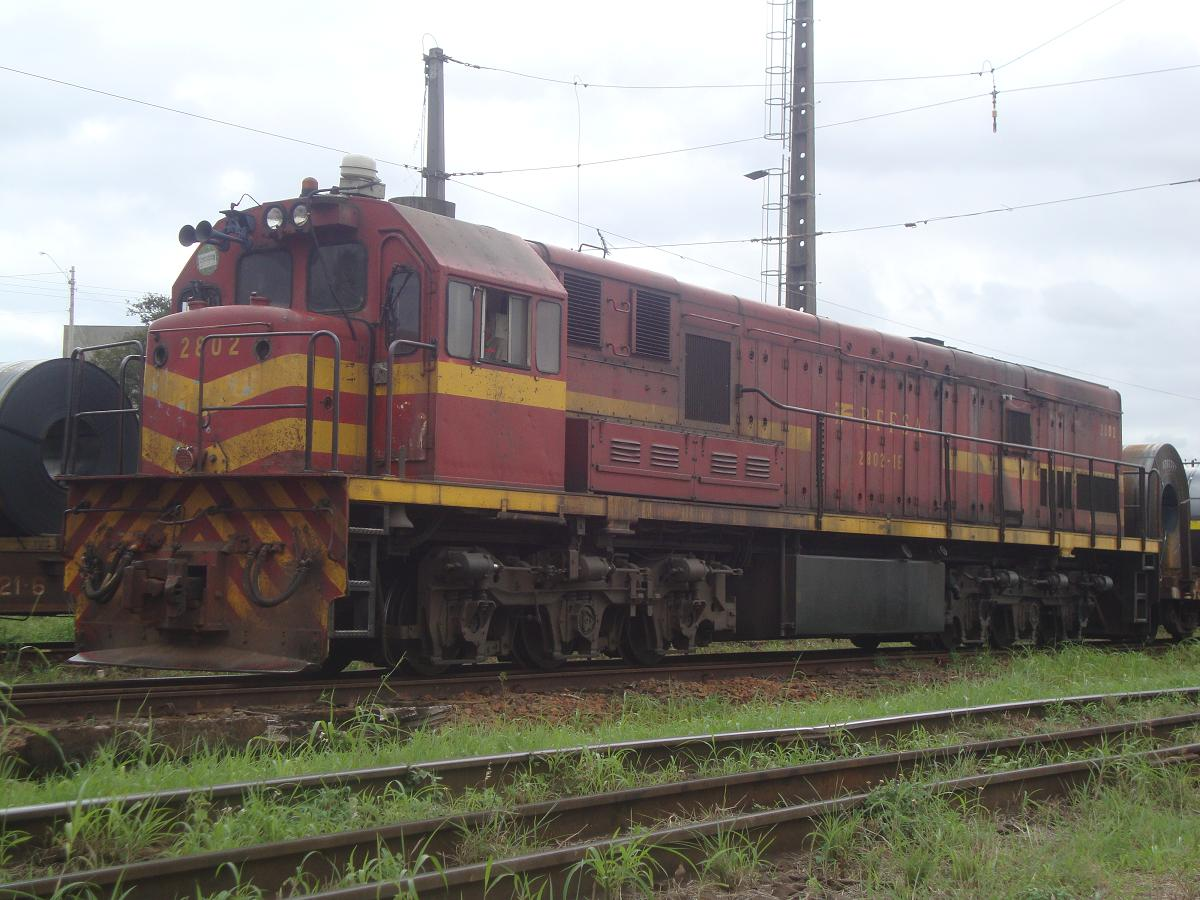
Antiga locomotiva da RFFSA, atualmente operada pela Ferrovia Centro-Atlântica, na Estação de Boa Vista em Campinas (SP).

De acordo com o artigo 7.º da Lei nº 3 115, de 16 de março de 1957, a RFFSA tinha as seguintes competências: 
- a) administrar, explorar, conservar, reequipar, ampliar, melhorar e manter em tráfego as estradas de ferro a ela incorporadas;
- b) lançar no mercado, por seu valor nominal, obrigações ao portador de sua própria emissão ou de emissão de empresas que vier a organizar, até o limite do dobro de seu capital integralizado, com ou sem garantia do Tesouro;
- c) subscrever capital das sociedades sob seu controle e conceder-lhes empréstimos ou garantias;
- d) sistematizar e fiscalizar a administração das empresas sob seu controle, bem como seus métodos e processos de operação, mediante contrato de prestação de serviços em que garanta a essas empresas assistência técnica, contábil, jurídica e administrativa;
- e) propor as revisões e modificações de tarifas, que julgar necessárias, ao Departamento Nacional de Estradas de Ferro que estudará as propostas, ouvindo os órgãos competentes e submetendo o resultado à aprovação final do Ministro da Viação e Obras Públicas;
- f) elaborar o plano de atividades e aprovar os orçamentos das sociedades sob seu controle, fiscalizando a respectiva execução;
- g) reestruturar os quadros de pessoal em função das necessidades de serviço e padrões de vida regionais, fixar o seu número nas empresas que organizar, sua remuneração, direitos e deveres;
- h) realizar todos os trabalhos de estudo e construção de estradas de ferro que lhe forem cometidos pela União, ou para os quais lhe forem fornecidos recursos;
- i) fiscalizar, em todo o território nacional, os serviços de transporte ferroviário; (Incluído pela Lei 6.171, de 1974);
- j) promover a coordenação de estudos tarifários e de custos de transportes ferroviários em geral; (Incluído pela Lei 6.171, de 1974);
- l) planejar a unificação e padronização do sistema ferroviário brasileiro; (Incluído pela Lei 6.171, de 1974);
- m) proceder à avaliação qualitativa e quantitativa do sistema ferroviário nacional; (Incluído pela Lei 6.171, de 1974);
- n) realizar pesquisa relacionada com o aperfeiçoamento das atividades ferroviárias no País; e (Incluído pela Lei 6.171, de 1974);
- o) proceder à execução da parte ferroviária do Plano Nacional de Viação. (Incluído pela Lei 6.171, de 1974).

## O Sistema SIGO na RFFSA

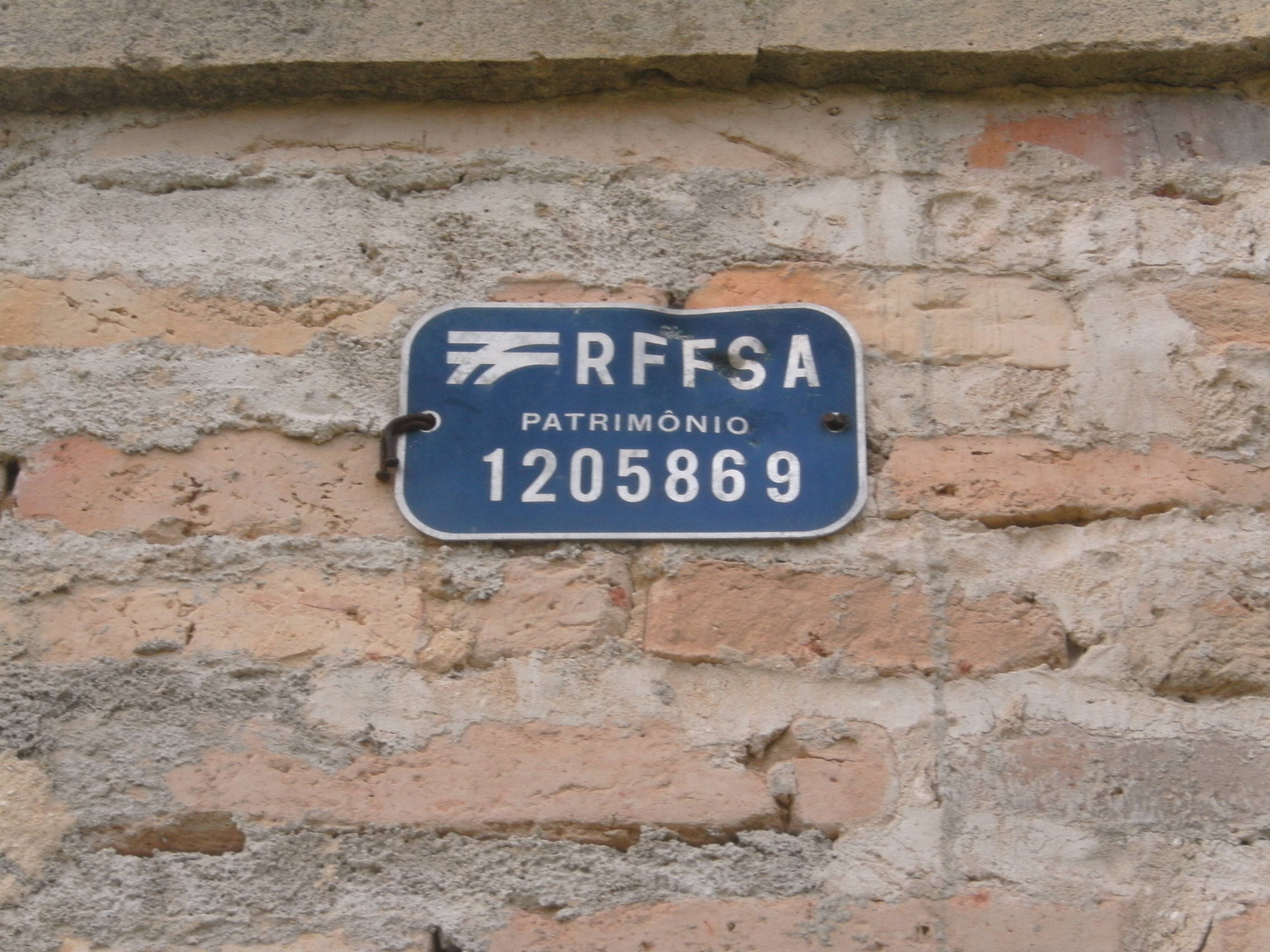
Placa de identificação patrimonial da RFFSA na Estrada de Ferro Central do Piauí

O SIGO foi um sistema implantado em 1983 para padronizar as numerações dos veículos ferroviários no Brasil. O sistema funciona com 6 números, um dígito para confirmar os números anteriores (dígito verificador) e uma letra, esta para informar a localidade.
Nas locomotivas, os dois primeiros números ficam ocultos, sendo usados somente em documentos. Ex: 905120-1F, o 90 representa: Locomotiva RFFSA, 5 120: Nº da locomotiva, -1 é o digito que confere os 6 números anteriores, e a letra F é onde o veículo é alocado.
| Número    | Tipo de Locomotiva               |
| --------- | -------------------------------- |
| 0001-0100 | Vapor de bitola 0,76 m           |
| 0101-0400 | Vapor de bitola 1,00 m           |
| 0401-0500 | Vapor de bitola 1,60 m           |
| 0401-0500 | Diesel diversos de bitola 1,00 m |
| 0751-1000 | Diesel diversos de bitola 1,60 m |
| 2001-3000 | Diesel GE de bitola 1,00 m       |
| 3001-4000 | Diesel GE de bitola 1,60 m       |
| 4001-5000 | Diesel GM de bitola 1,00 m       |
| 5001-6000 | Diesel GM de bitola 1,60 m       |
| 6001-7000 | Diesel ALCO de bitola 1,00 m     |
| 7001-8000 | Diesel ALCO de bitola 1,60 m     |
| 8001-9000 | Elétrica de bitola 1,00 m        |
| 9001-9999 | Elétrica de bitola 1,60 m        |

## Frota

### Locomotivas

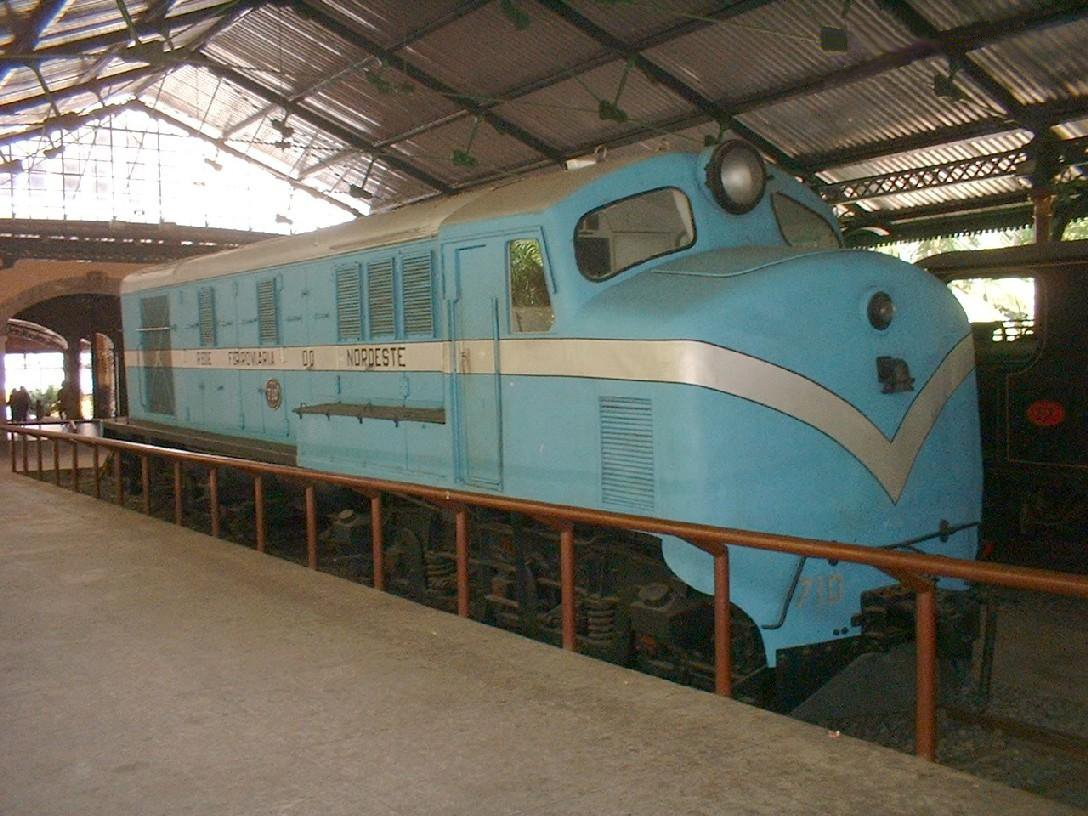
Locomotiva EE RFN construída em 1953 pelo English Electric na Inglaterra para a Rede Ferroviária do Nordeste. Operou até os anos 80
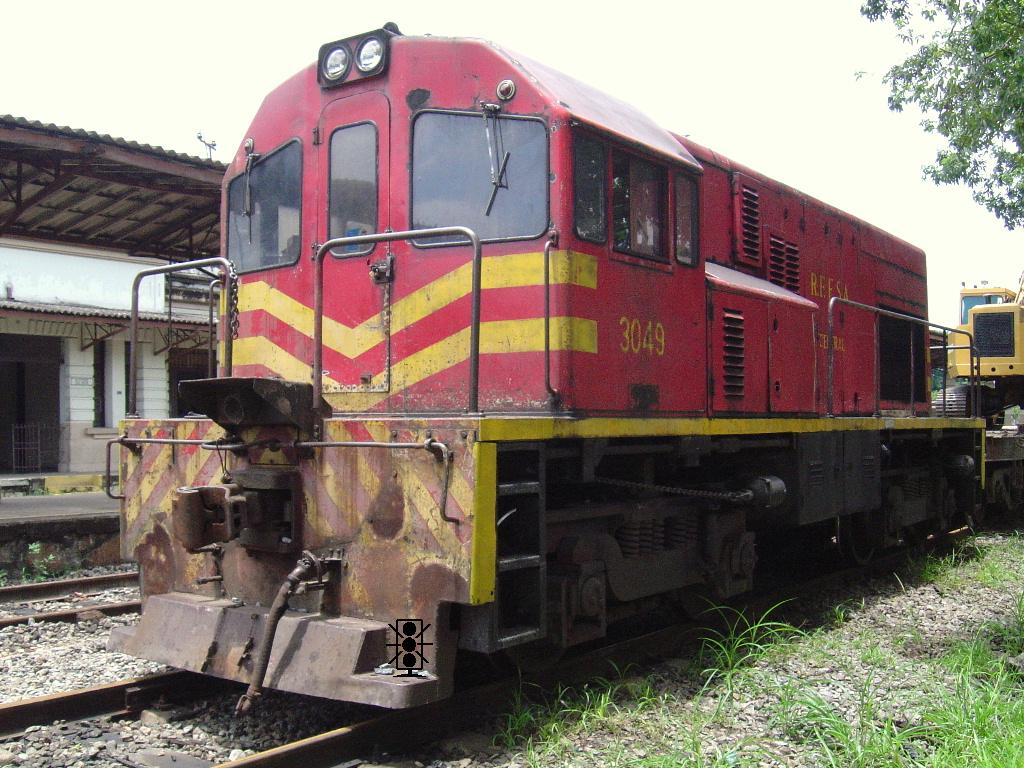
RFFSA GE U6B #3049.
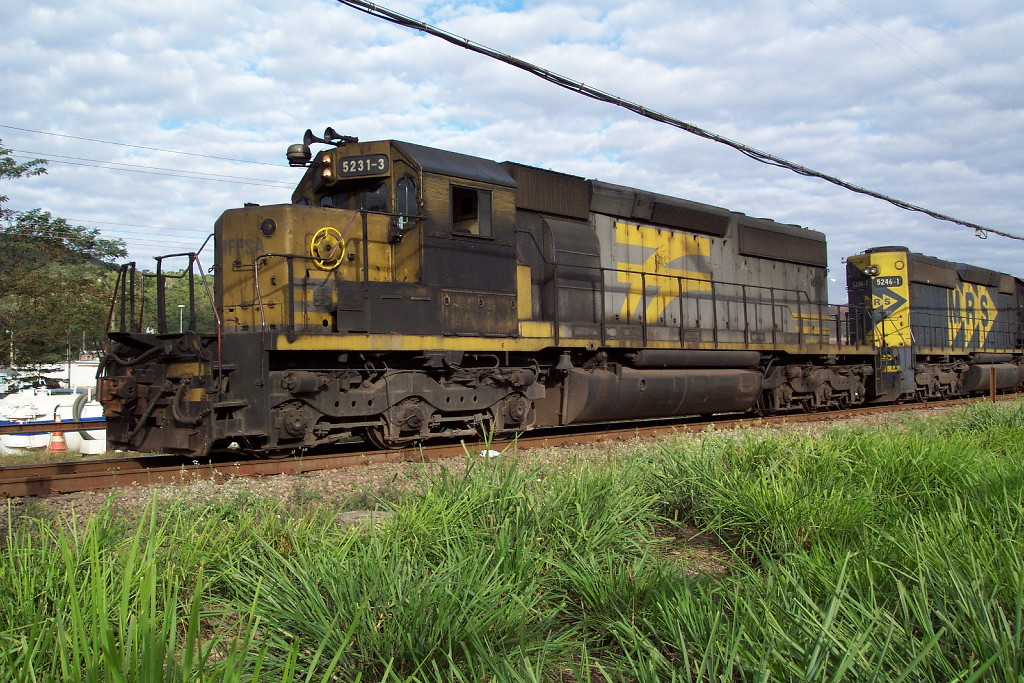
RFFSA MACOSA SD40-2 #5231-3F. Batizado com o nome 'Aparecida do Norte'

## Concessionárias ferroviárias no Brasil hoje
- Ferrovia Centro-Atlântica S.A. (malha do interior do RJ, MG, ES e SP das antigas EFL, CMEF e RMV) → controlada pela VLI Multimodal S.A.
- Ferrovia Norte-Sul S/A → controlada pela VLI Multimodal S.A.
- Ferrovia Tereza Cristina
- Ferrovia Transnordestina Logística (malha Nordeste das antigas RFN, EFSLT, FTF e RVC) → controlada pela CSN
- MRS Logística S/A (malha do interior do RJ, MG e SP da antiga EFCB)
- Rumo Logística (malhas Norte, Sul, Oeste e Paulista das antigas NOB, VFRGS, RVPSC e FEPASA) → controlada pela Cosan
- SuperVia (malha metropolitana fluminense das antigas EFCB e EFL) → controlada pela Mitsui
- Transnordestina Logística S.A (Estrada de ferro Transnordestina) → controlada pela CSN
- Companhia Vale do Rio Doce (Estradas de Ferro Carajás e Vitória a Minas)
- ViaMobilidade Linhas 8 e 9 (malha metropolitana paulista da antiga FEPASA) → controlada por Motiva e RuasInvest

## Entidades preservacionistas da memória ferroviária
- Associação Brasileira de Preservação Ferroviária - ABPF
- Associação Nacional de Preservação Ferroviária - ANPF
- Projeto Memória Ferroviária de Pernambuco         - MFPE
- Sorocabana - Movimento de Preservação Ferroviária - SMPF

## Curiosidades
Uma homenagem indireta a RFFSA está na canção "De Teresina a São Luís", composta por João do Vale e Helena Gonzaga e lançada no álbum Ô Veio Macho, de Luiz Gonzaga, em 1962. Nela são citadas as peculiaridades das cidades de Teresina, Caxias, Codó e Coroatá, paradas da Ferrovia São Luís–Teresina em seu trajeto até a cidade de São Luís.
Outra música que fala indiretamente sobre a RFFSA é "Trem do Pantanal", composta em 1975 por Geraldo Roca em parceria com Paulo Simões. A música fala sobre o trecho da RFFSA que começa em Aquidauana e termina em Corumbá, na fronteira com a Bolívia.
A dupla de irmãos gaúchos Kleiton e Kledir homenageou a RFFSA citando a estatal na música "Maria Fumaça", composição gravada em 1980 para o Festival de Música da Rede Tupi (em um dos últimos momentos da histórica emissora, falida ainda naquele ano), que se tornou grande sucesso durante o evento. A música mais tarde foi incluída no LP de estreia, que leva o nome da dupla, lançado também em 1980.
A estatal também é citada indiretamente na música ''Trem de Prata'', composição gravada em 1998 pela dupla de forró Antônio Barros e Cecéu, que homenageava aquele que seria o último trem de passageiros de longa distância operado pela RFFSA e que fazia a ligação das duas maiores capitais do Brasil, Rio de Janeiro e São Paulo.